# Ганджа (судно)

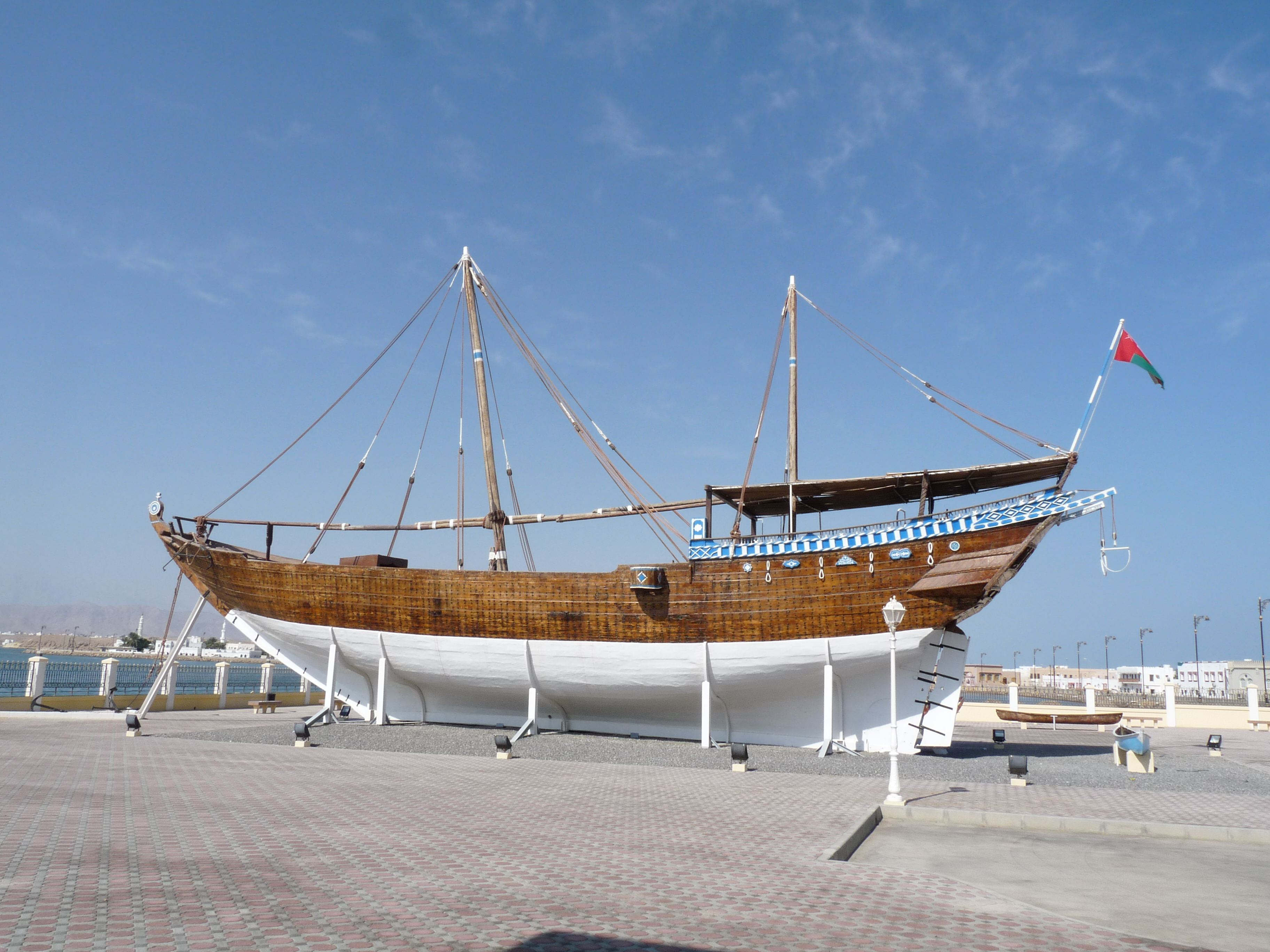
Ганджа в морському музеї в Сурі, Оман

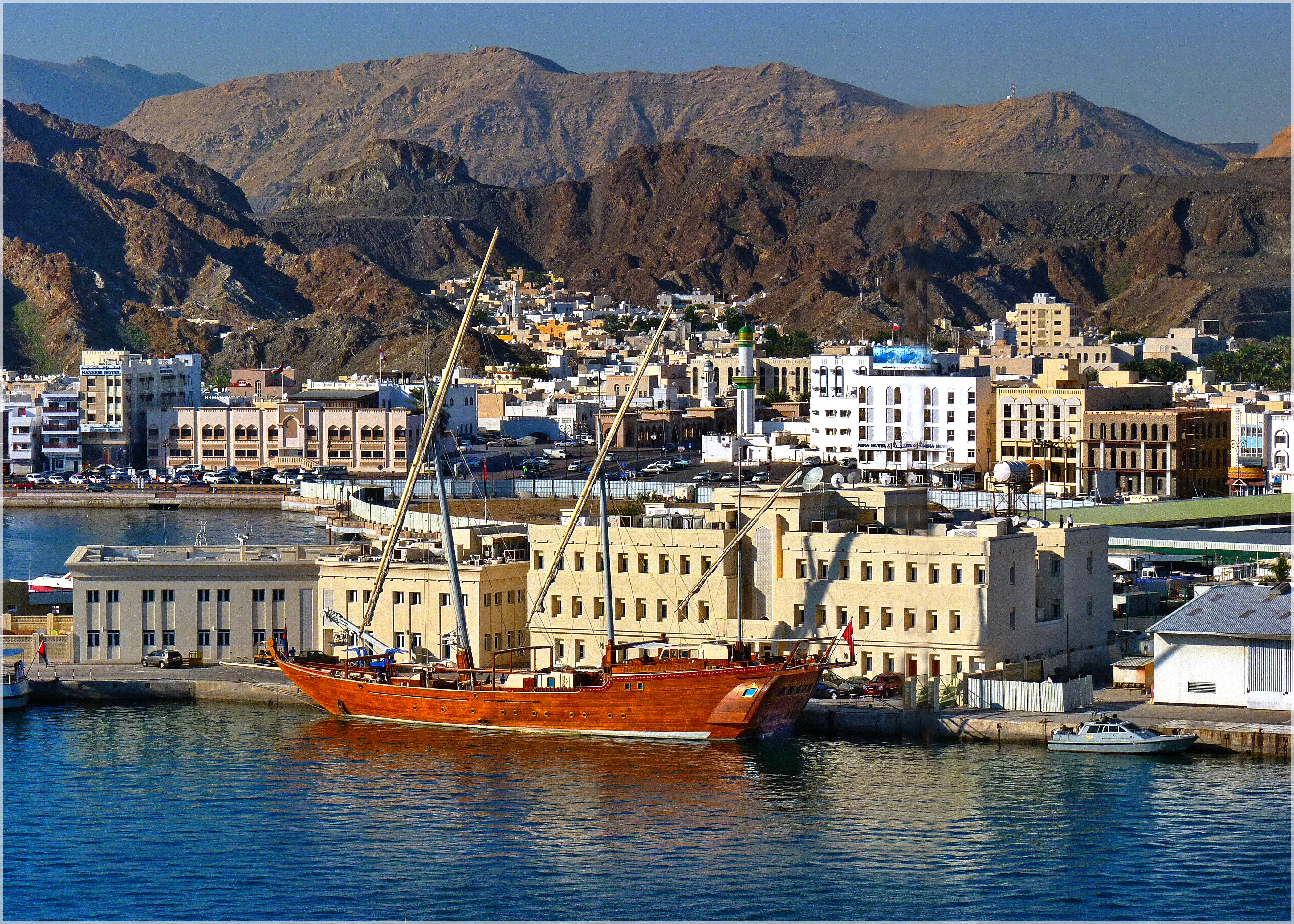
Трищоглова ганджа в Маскаті, Оман

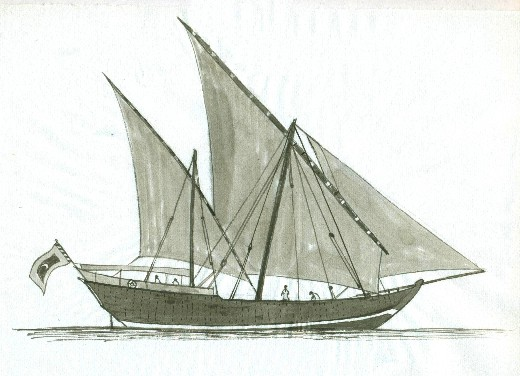
Котія з Мальдивських о-вів

Ганджа́ (араб. غنجه, ghanjah), також відоме в Індії як котія — велике дау з двома або трьома щоглами і водотоннажністю від 70 до 200 тонн. Традиційне арабське і індійське вітрильне судно з північно-західної частини Індійського океану.

## Опис
Ганджа відносились до найбільших дау, їхня середня довжина становила приблизно 30 метрів, з довжиною кіля близько 15 метрів і водотоннажністю від 125 до 300 тонн. Ганджа мала осадку 2—2,5 м, що небагато для судна такого розміру.
Зазвичай вони мали дві щогли, основна грот-щогла мала виражений нахил до носа, що складав до 10°, задня менша щогла (бізань) встановлювалася вертикально. На великих ганджа могла встановлюватись третя щогла (мала бізань), яка, в такому випадку, мала нахил до корми. Усі щогли озброювались косими чотирикутними арабськими вітрилами з дуже короткою передньою шкаториною. На носі додатково міг встановлюватись бушприт, що ніс трикутний клівер.
Ганджа була схожа на інше велике дау — багалу і відрізнялась від неї лише деталями оформлення корпусу. Ганджа переважно мала більш видовжену і струнку форму, ніж багала, значно простіше оформлену корму, зазвичай без кормової галереї на квартердеку і вигнутий ніс з характерним орнаментом з трилисником, вирізаним на верхівці форштевня.

## Історія

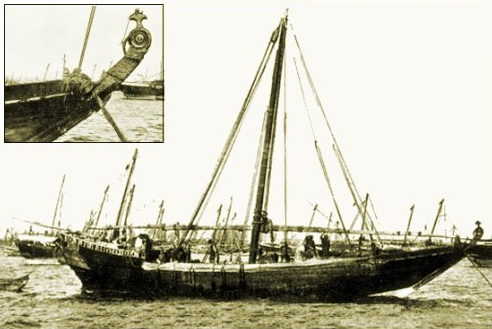
Котія в гавані Бомбея в 1909 році

Ганджа широко використовувались до початку XX століття як морські торгові судна для перевезень товарів на великі відстані в Індійському океані між західним узбережжям Індійського субконтиненту, Аравійським півостровом та східноафриканським узбережжям Суахілі. Через свою швидкість і великі розміри ганджа також використовувалась як військовий і піратський корабель.
Багато суден типу ганджа було побудовано на традиційних корабельнях у Сурі в Омані, а також у Бейпурі в штаті Керала на малабарському узбережжі в Індії.
На початку XX століття ганджа, як і багала, були поступово витіснені іншою моделлю великого транспортного дау — бумом, яка при схожих розмірах і вітрильному озброєнні мала не транцеву, а гостру корму й більшу маневреність, що було значною перевагою в умовах мілководдя й коралових рифів Арабського моря та Перської затоки.

## Галерея

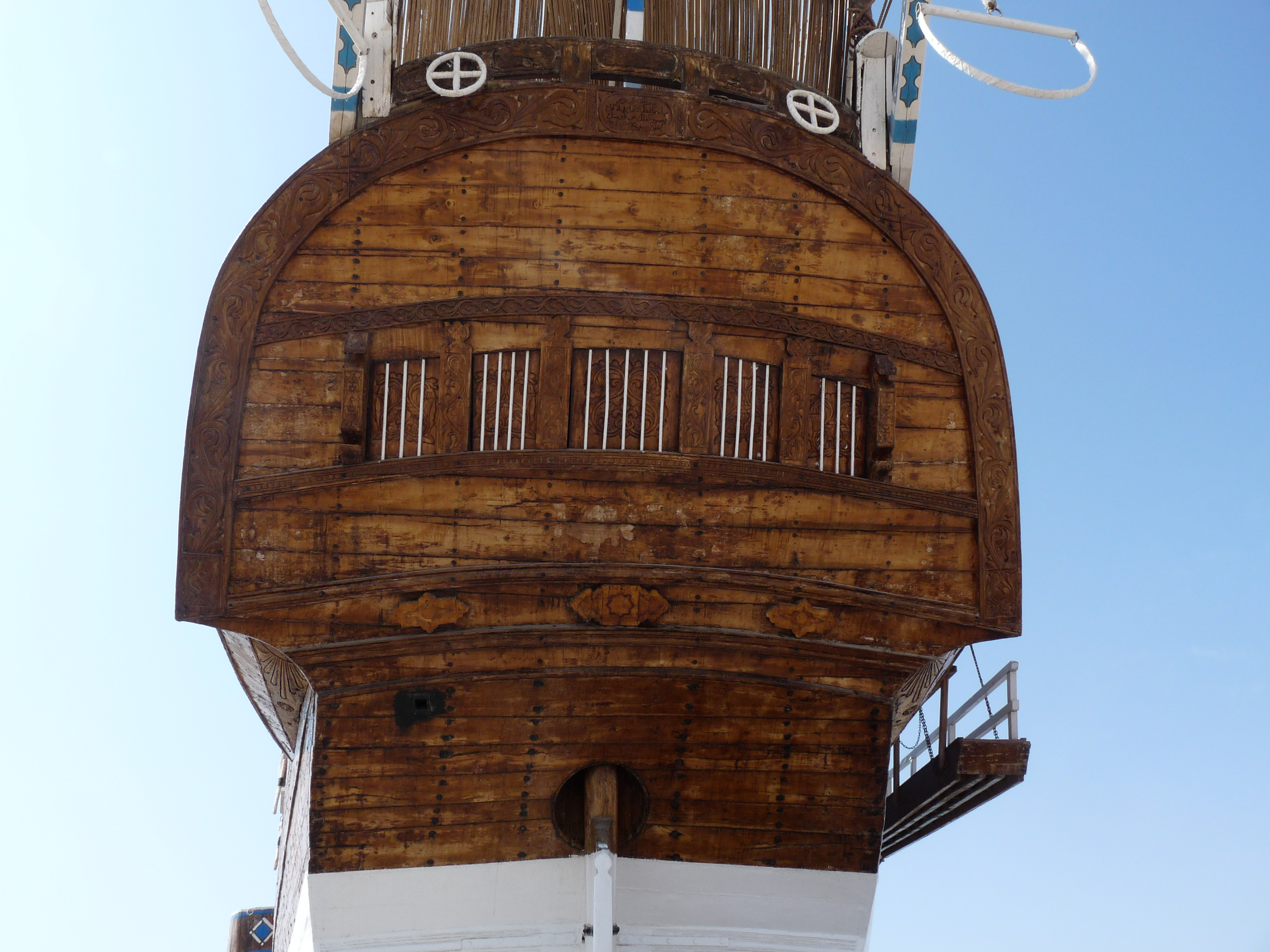
Оформлення транцевої корми
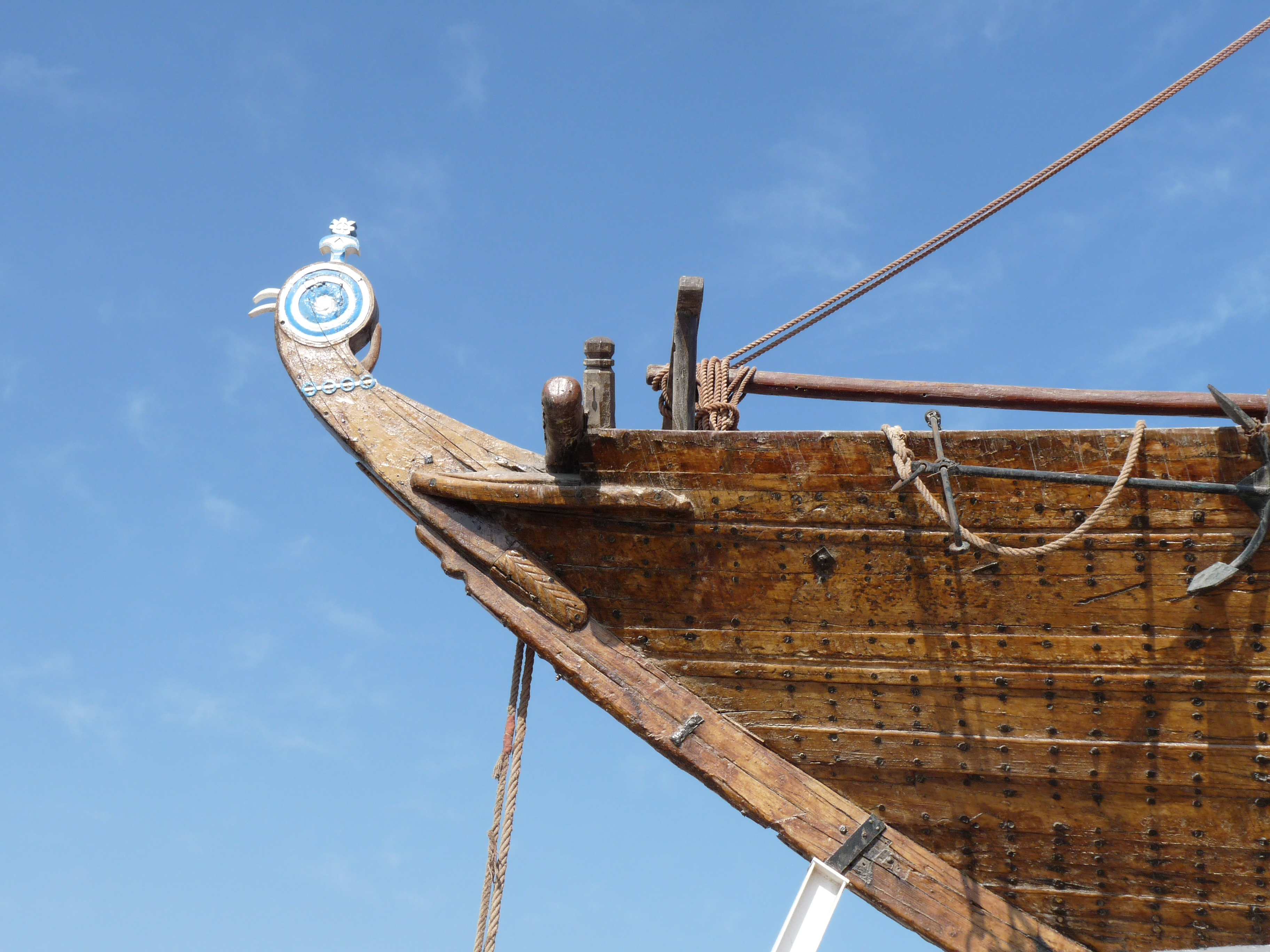
Ніс з трилисником
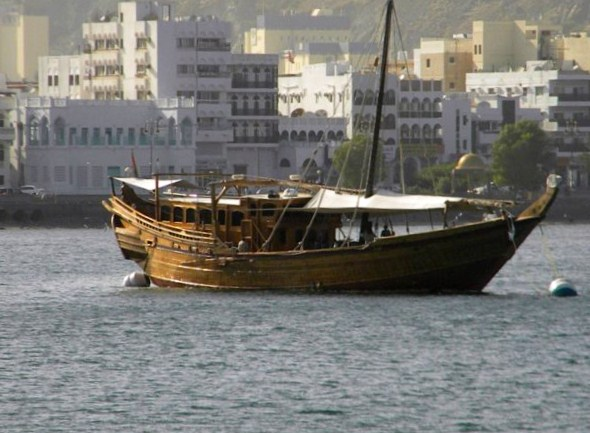
Ганджа на якорі в Москаті
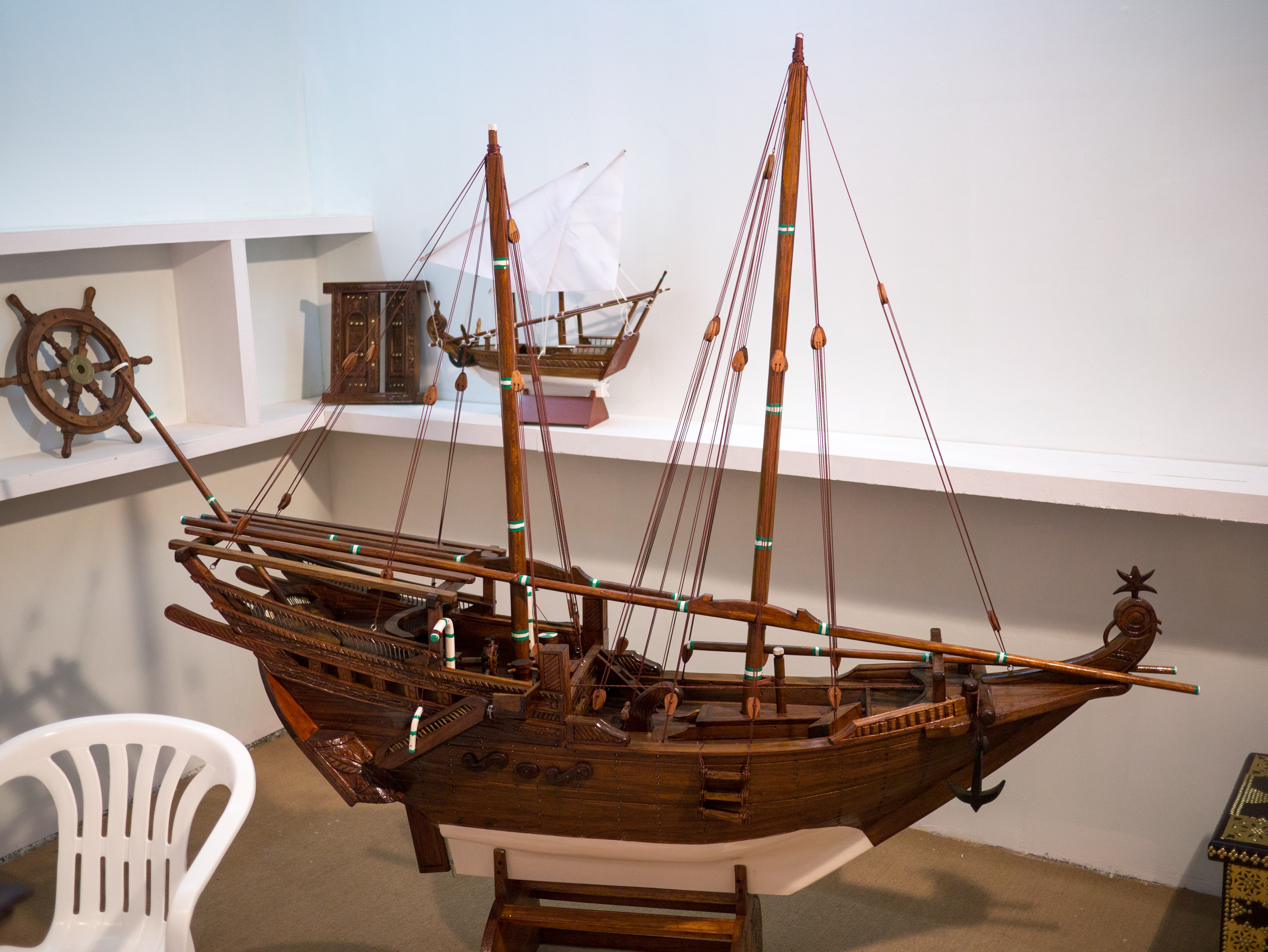
Ганджа. модель
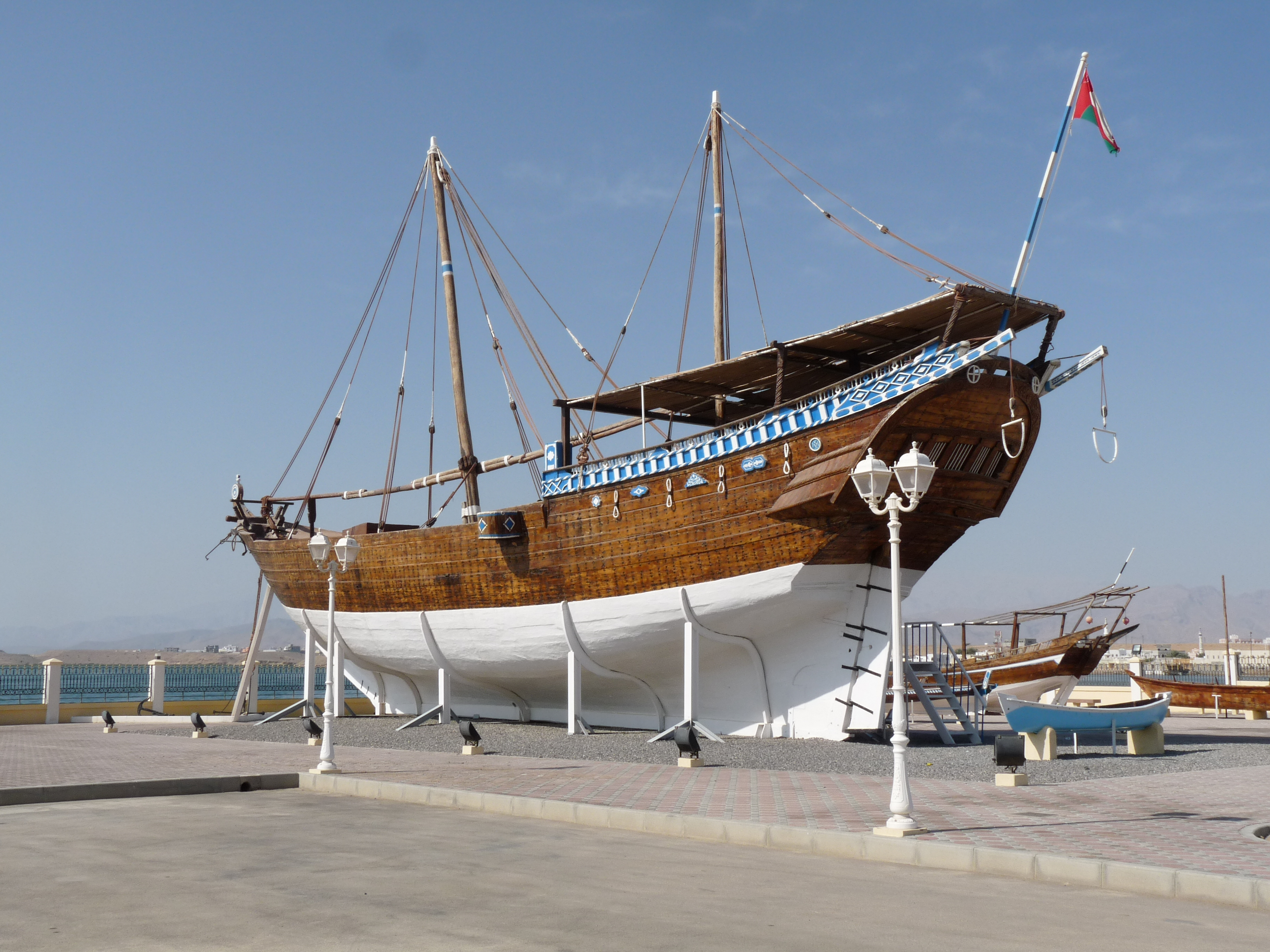
Загальний силует
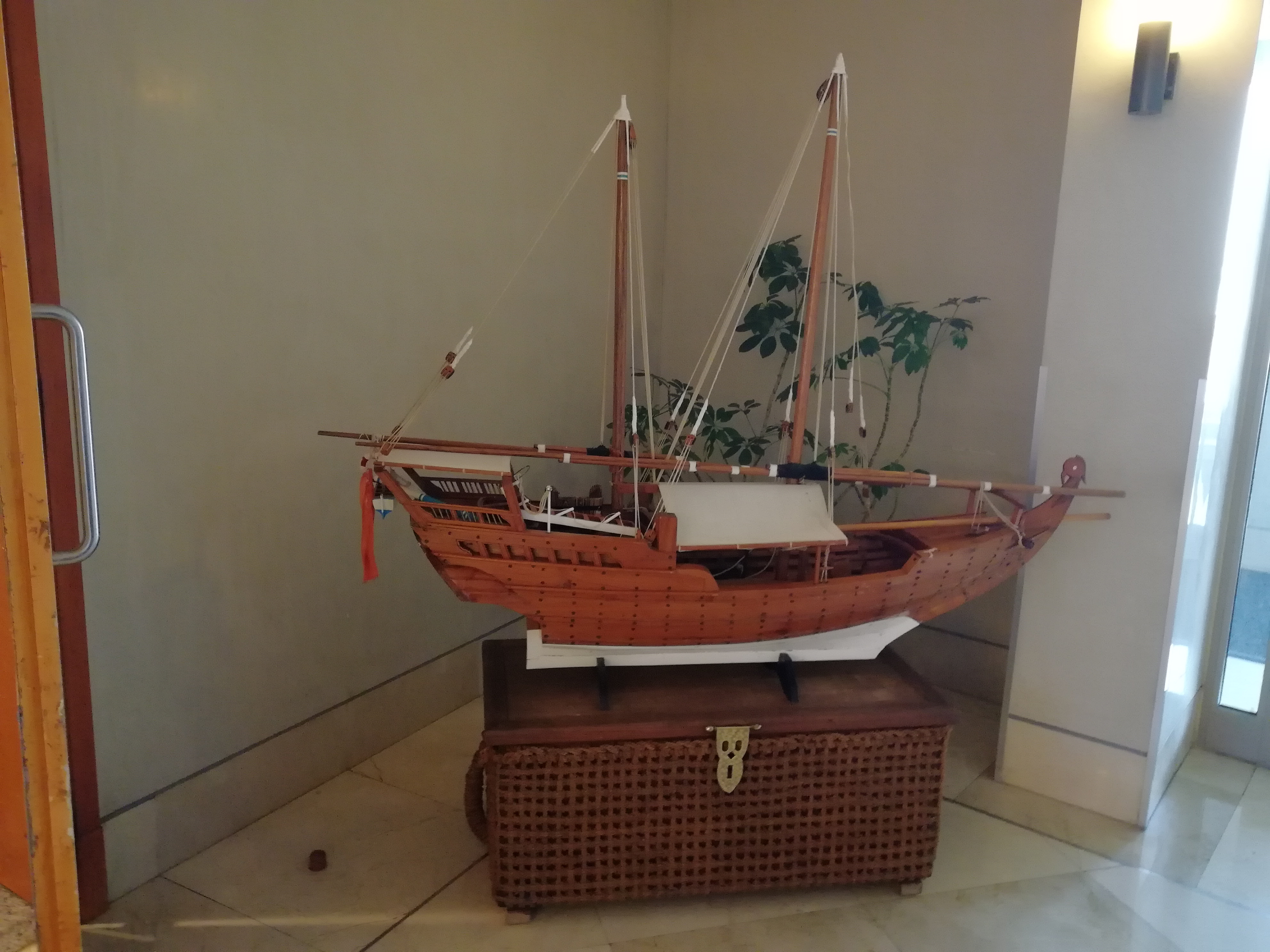
Ганджа. Сучасна модель
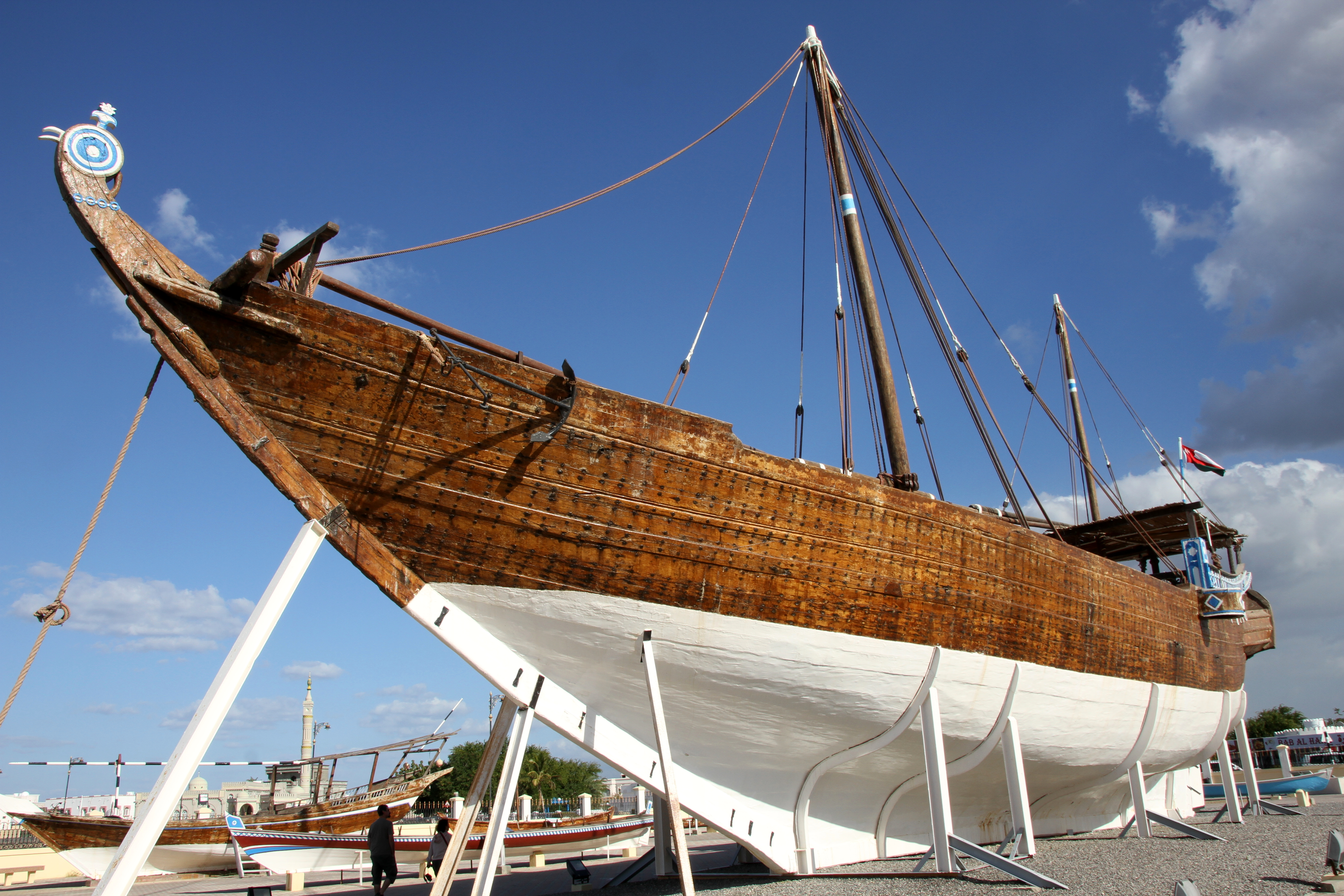
Вид з носу
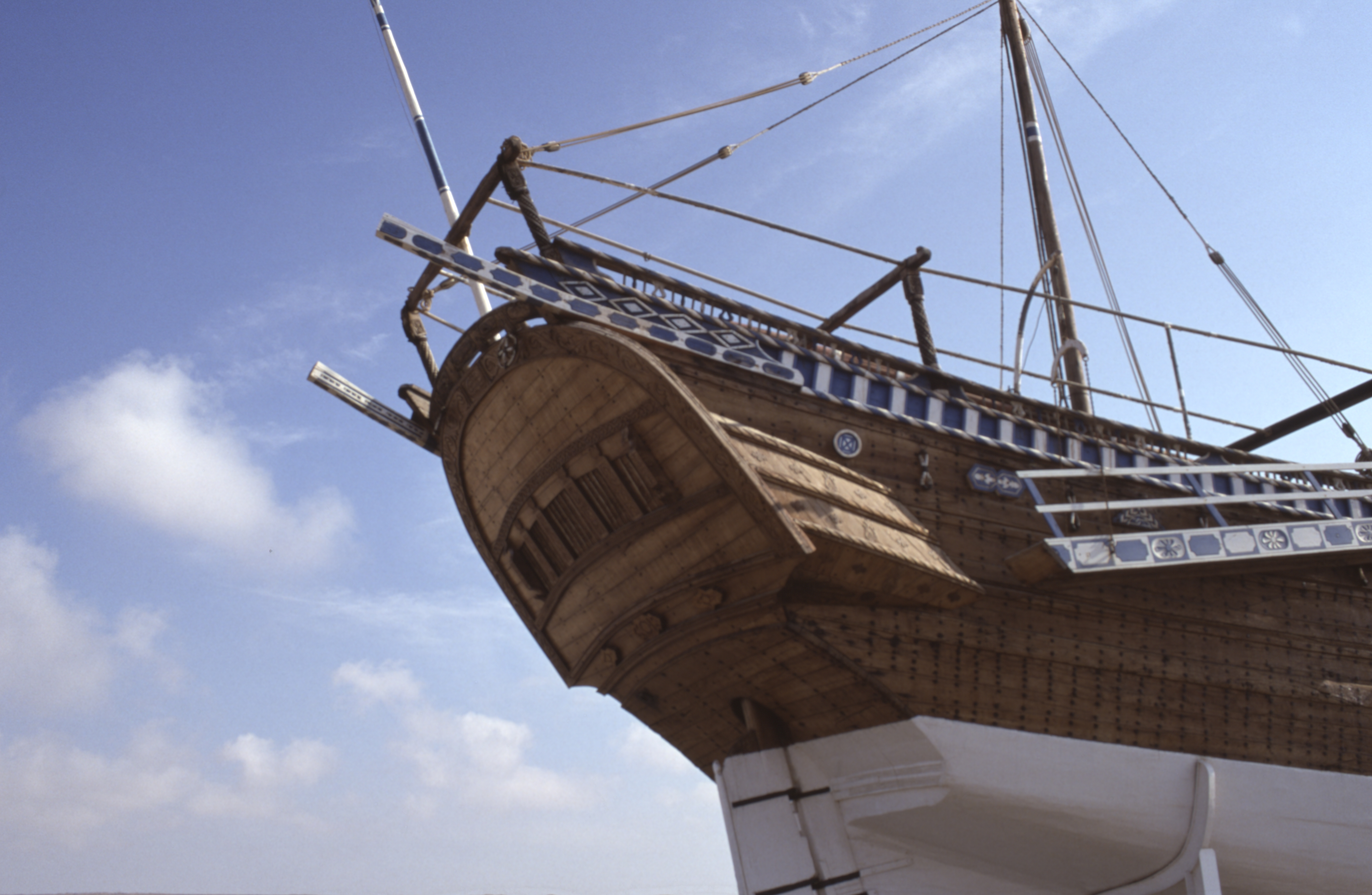
Вид з корми
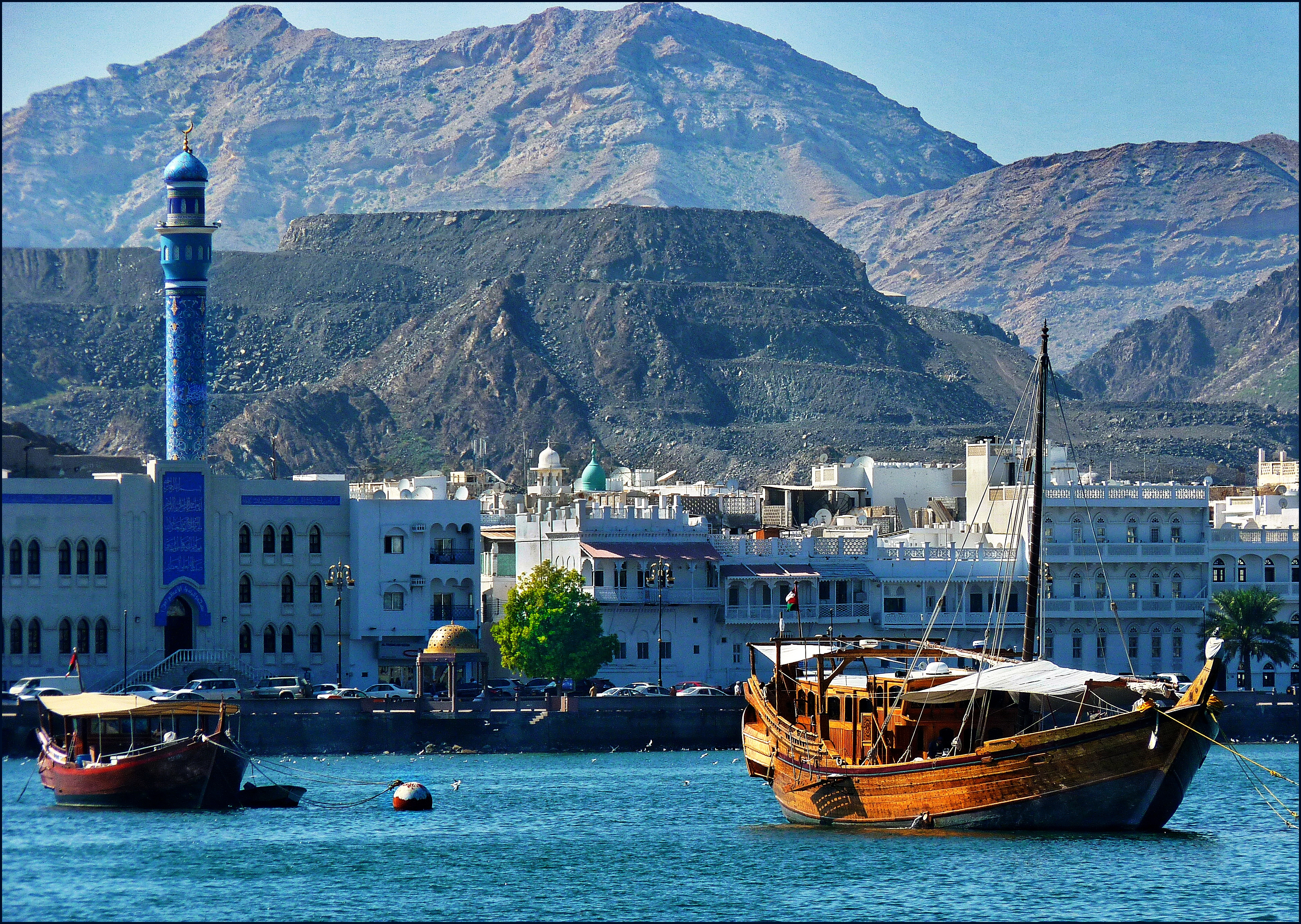
Ганджа в Москаті
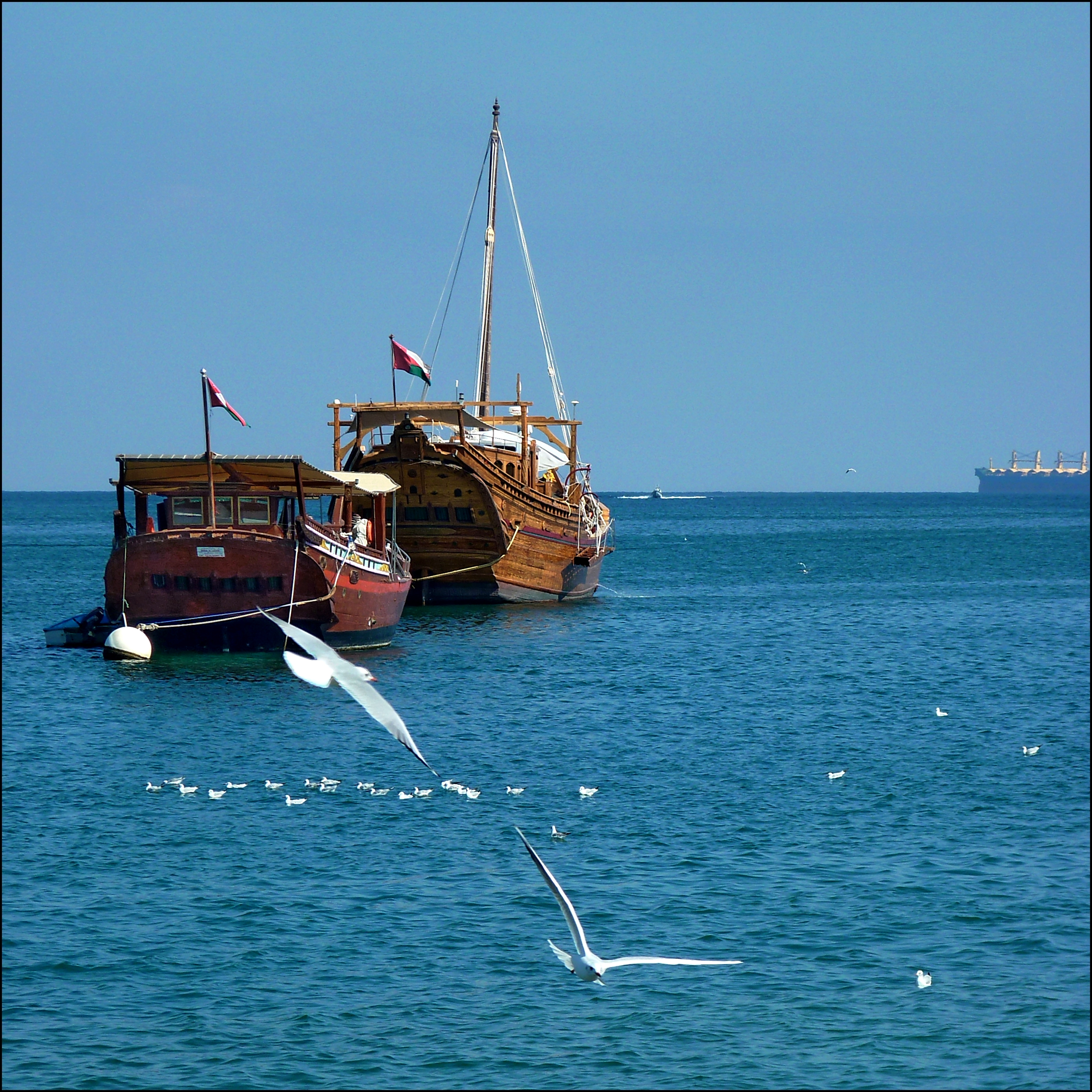
Ганджа (на задньому плані)